# روبرت سكوت (لاعب كرة قدم)
روبرت سكوت (بالإنجليزية: Robert Scott)‏ (13 يناير 1964 في المملكة المتحدة - ) هو لاعب كرة قدم بريطاني في مركز الهجوم. لعب مع كولتشستر يونايتد وهاميلتون أكاديميكال ونادي كلايد ونادي إيست فيف وفورفار أثلتيك ‏ ونادي آير يونايتد وWhitburn F.C. ‏.

## وصلات خارجية
- روبرت سكوت على موقع قاعدة بيانات كرة القدم.إي يو (الإنجليزية)
- روبرت سكوت على موقع Soccerbase.com (لاعب) (الإنجليزية)